# Bainha epitelial de Hertwig
A Bainha epitelial de Hertwig é formado pela fusão dos epitélios interno e externo do órgão do esmalte. É constituído por duas fileiras de células cúbicas ou poliédricas.
As células do epitélio interno induzem a diferenciação das células do tecido conjuntivo (papila dentária) em odontoblastos, e assim que a primeira camada de dentina for depositada, a bainha de Hertwig perde a sua continuidade e a sua relação íntima com a superfície do dente.
Alguns de seus resíduos podem persistir no ligamento peridontal, são os chamados restos epiteliais de Malassez, que se acreditava não ter nenhuma função. Hoje sabe-se que é um componente periodontal ativo auxiliando na promoção de atividade osteoclástica que evita a anquilose dental durante a movimentação ortodôntica.
É importante citar que a bainha de Hertwig é responsável pelos casos de rizogênese imperfeita que são encontrados em clínica.